# 4Multimania
4Multimania — первый национальный детский телеканал в странах Балтии.

## О канале
Вещательный центр телеканала «4Multimania» расположен в столице Латвии — Риге. «4Multimania» — локальная версия канала Мультимания для стран Балтийского региона — Латвии, Литвы и Эстонии. Канал «4Multimania» полностью адаптирован к аудитории этих стран. Вещание ведётся на латышском, литовском, эстонском и русском языках. Озвучивание всех мультфильмов и передач на национальные языки осуществляется на собственной студии звукозаписи. Изначально, у владельцев телеканала были планы о запуске эфирного вещания на территории Латвии, но в силу ряда обстоятельств от них пришлось отказаться, по этому телеканал прекратил своё вещание.